# Taszejevo
Taszejevo (oroszul: Тасеево) falu Oroszország ázsiai részén, a Krasznojarszki határterületen, a Taszejevói járás székhelye.
Népessége: 8038 fő (a 2010. évi népszámláláskor).

## Elhelyezkedése
Krasznojarszktól 340 km-re északkeletre, a Kanszkból Dzerzsinszkoje járási székhelyen át az Alsó-Angara felé vezető úton, az Uszolka (a Taszejeva mellékfolyója) bal partján helyezkedik el. A legközelebbi vasútállomás Kanszkban van, a transzszibériai vasútvonalon.

## Története
A 17. század első felében az Uszolka alsó folyása mentén sós forrásokat fedeztek fel, és 1642-ben egy jenyiszejszki testvérpár sófőző telepet létesített, mellette alakult ki Uszolje település, a mai Troick. (A falu és a folyó neve egyaránt az orosz соль ('só') szóból származik). A 18-19. század folyamán ez a telep látta el sóval a Jenyiszej vidékét. A sófőző teleptől a folyón fölfelé 1640-ben keletkezett az a cölöperőd, amelyből a későbbi Taszejevo kialakult.